# Gisella Sofio
Gisella Sofio  née à Milan le 19 février 1931 et morte à Rome le 27 janvier 2017 est une actrice italienne.

## La vie et la carrière
Née à Milan, Gisella Sofio commencé sa carrière à l'âge de 16 ans comme modèle. Au début des années 1950 , elle commence sa carrière d'actrice avec Mario Mattoli puis mène une prolifique carrière d'actrice au théâtre au cinéma et à la télévision, en travaillant avec des réalisateurs tels que Michelangelo Antonioni, Luigi Comencini et Pupi Avati.
Gisella Sofio est décédée le 27 janvier 2017 à Rome à l'âge de 85 ans.

## Filmographie partielle
- 1951 : Accidenti alle tasse!! de Mario Mattoli
- 1951 : Il padrone del vapore de Mario Mattoli
- 1952 : Sur le pont des Soupirs (Lo smemorato di Collegno) d'Antonio Leonviola
- 1952 : Viva il cinema! de Giorgio Baldaccini et Enzo Trapani
- 1953 : La Dame sans camélia (La signora senza camelie) de Michelangelo Antonioni
- 1957 : Rascel-Fifì (it) de Guido Leoni
- 1959 : L'Ennemi de ma femme (Il nemico di mia moglie) de Gianni Puccini
- 1962 : L'Amnésique de Collegno (Lo smemorato di Collegno) de Sergio Corbucci
- 1975 : À nous les lycéennes (La liceale)  de Michele Massimo Tarantini
- 1980 : Eugenio  (Voltati Eugenio) de Luigi Comencini
- 2011 : La Pire Semaine de ma vie (La peggior settimana della mia vita) d'Alessandro Genovesi
- 2011 : Le Grand Cœur des femmes (Il cuore grande delle ragazze) de Pupi Avati